# زراره العليا (فرع العدين)

تعديل مصدري - تعديل

زراره العليا محلة تابعة لقرية جهية، التابعة لعزلة الوزيرة بمديرية فرع العدين إحدى مديريات محافظة إب في الجمهورية اليمنية، بلغ تعداد سكانها 318 حسب تعداد اليمن لعام 2004.